# مکس یولن
مکس یولن (انگلیسی: Max Julen؛ زادهٔ ۱۵ مارس ۱۹۶۱) اسکی‌باز آلپاین اهل سوئیس بود.
وی در مسابقات کشوری و بین‌المللی در مجموع برندهٔ ۱ مدال طلا شده‌است.